# Ebba Busch
Ebba-Elisabeth Busch (født Busch-Christensen, 11. februar 1987 i Uppsala) er en svensk politiker som repræsenterer Kristdemokraterna. Hun er siden 18. oktober 2022 vicestatsminister i Regeringen Kristersson.  Hun har siden 25. april 2015 været partileder for Kristdemokraterna. Hun har tidligere været kommunalpolitiker i Uppsala kommun. Mellem 2013 og 2020 var hun kendt som Ebba Busch Thor på grund af sit ægteskab med Niklas Thor. 
Ebba Busch giftede sig i 2013 med Niklas Thor, fodboldspiller i Uppsalaholdet IK Sirius FK, og ægtefællerne kaldte sig efter ægteskabet for Busch Thor, men dette er ikke indført i folkeregisteret.
Hun og hendes ægtemand blev skilt i 2020, og hun hedder efter dette Ebba Busch.

## Reeferencer
1. ↑  www.instagram.com, hentet 18. maj 2021 (fra Wikidata).
2. ↑  "DN.se, besøgt 27 april 2014, Ebba Busch har valts till ny kd-ledare". Arkiveret fra originalen 25. december 2018. Hentet 28. april 2015.
3. ↑  Nu har vi fått tillbaka en av stans bästa spelare Arkiveret 4. april 2019 hos  Wayback Machine Upsala Nye Tidning, 8. oktober 2013
4. ↑  Vem bor på adressen Arkiveret 18. maj 2015 hos  Wayback Machine, besøgt 27. april 2015